# Czech Airlines
Czech Airlines (Češki: České aerolinie) (kratica: ČSA), Češka je nacionalna zrakoplovna tvrtka s bazom na praškoj zračnoj luci Ruzyne. Na redovnim letovima tvrtka leti za 69 odredišta u 41 zemlju što uključuje većinu glavnih europskih gradova kao i tranzitna odredišta na Bliskom istoku, Sjevernoj Americi, Sjevernoj Africi i Aziji. ČSA također leti čarter i teretne letove. U 2006. godini tvrtka je prevezla 5 i pol milijuna putnika a 2007. godine preko 5,6 milijuna putnika. Članica je udruženja SkyTeama.

## Povijesni razvoj
ČSA je osnovala češka vlada 6. listopada 1923. godine kao ČeskoSlovenské Aerolinie. Dvadeset i tri dana kasnije tvrtka ima svoj prvi let između Praga i Bratislave. Isprva leti domaće letove a prvi međunarodni let bio je 1930. godine iz Praga preko Bratislave za Zagreb. Nakon njemačke okupacije Čehoslovačke 1939. godine razvitak aviotvrtke je okončan.
Poslije Drugog svjetskog rata tvrtka se radi embarga nametnutog od strane Zapada orijentira na sovjetske avione. Tada poznati Il-14 bio je u Čehoslovačkoj moderniziran i izrađivan pod licencom kao AVIA AV-14. 
1957. ČSA postaje druga zrakoplovna tvrtka koja u flotu uvodi mlazni avion, Tupoljev Tu-104A. Gotovo je nepoznata činjenica da je ČSA prva svjetska aviotvrtka koja je na svojim linijama koristila samo mlazne avione, dok su druge aviotvrtke usporedno letjele i s klipnim avionima. Prvi transatlantski let bio je 3. veljače 1962. za Havanu, s turbo-prop avionom Bristol Britannia unajmljenim od Cubana de Aviación. 
U kasnim 60.-im zrakoplovi Bristol Britannia zamijenjeni su s Iljušinom Il-18D a preko atlantika se pored Havane letjelo za Montreal i New York. U floti su kasnije korišteni Tupoljev Tu-134, Iljušin Il-18, Iljušin Il-62 i Tupoljev Tu-154. U 1990-im, većina sovjetskih aviona zamijenjena je sa zapadnim kao što su Boeing 737, Airbus A310, Airbus A320 i ATR. 
Današnje ime usvojeno je u svibnju 1995. a 18. listopada 2000. ČSA je postala punopravna članica SkyTeam udruženja. Vlasnici aviotvrtke su Češko Ministarstvo financija (56,92%), Češka Konsolidacijska agencija (34,59%) i u manjem postotku nekoliko drugih čeških institucija. Ima 5.440 zaposlenih (podatak iz ožujka 2007.)